# Гура Путнеј (Сучава)
Гура Путнеј (рум. Gura Putnei) насеље је у Румунији у округу Сучава у општини Путна. Oпштина се налази на надморској висини од 522 m.

## Становништво
Према подацима из 2002. године у насељу је живело 1324 становника.

### Попис2002.
| Расподела становништва по националности 2002.‍ | Расподела становништва по националности 2002.‍ | Расподела становништва по националности 2002.‍ | Расподела становништва по националности 2002.‍ | Расподела становништва по националности 2002.‍ |
| --------------------------------------------- | --------------------------------------------- | --------------------------------------------- | --------------------------------------------- | --------------------------------------------- |
|                                               |                                               |                                               |                                               |                                               |
| Румуни                                        | Румуни                                        |                                               | 1.316                                         | 99,5%                                         |
| Немци                                         | Немци                                         |                                               | 7                                             | 0,5%                                          |